# Vilhelm Bjerke-Petersen

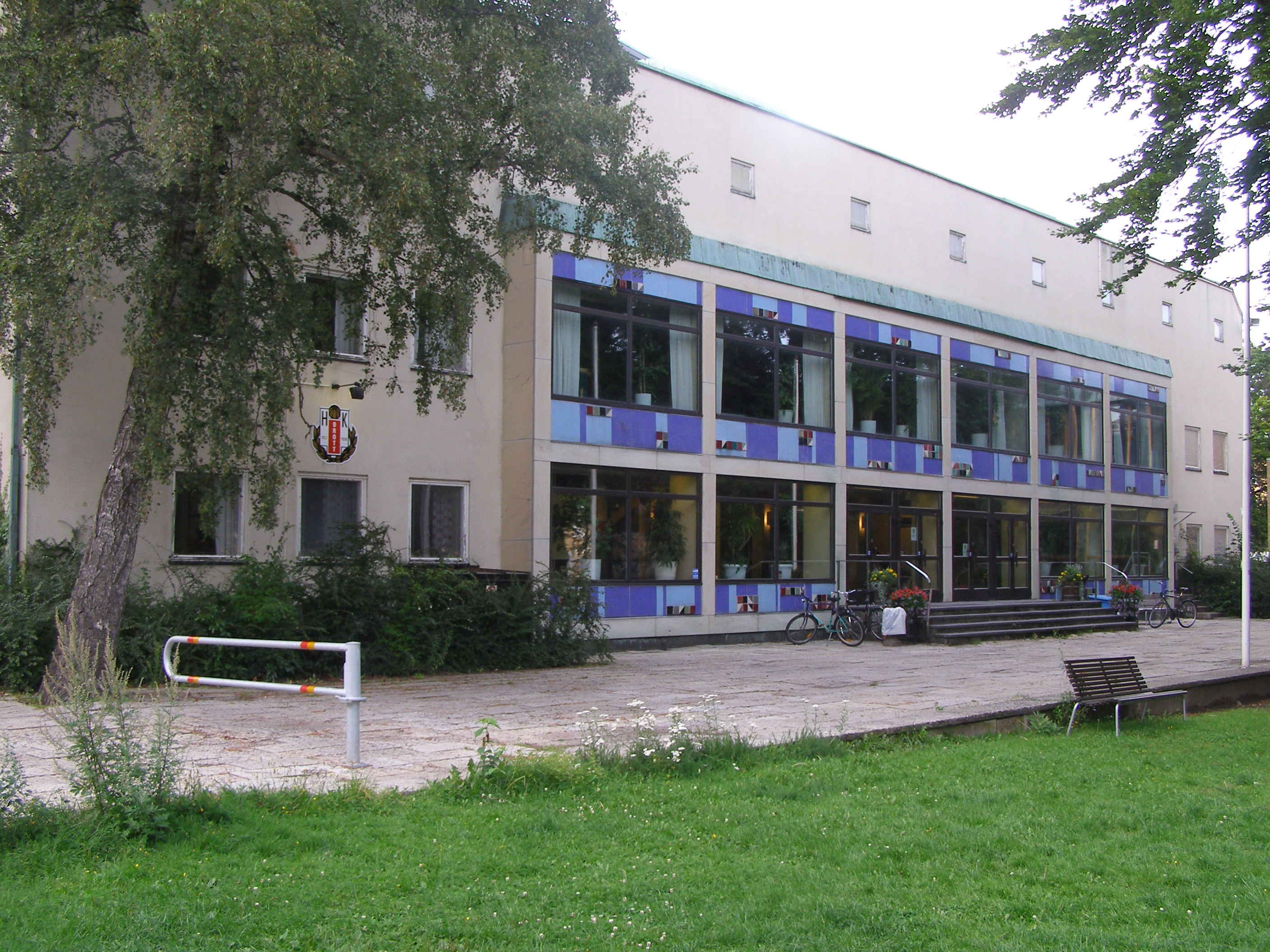
Mosaiker på södra fasaden till Halmstads Sporthall.

Vilhelm Bjerke-Petersen, född 24 december 1909 i Frederiksberg, Danmark, död 13 september 1957 i Halmstad, var en dansk-svensk  målare, keramiker och formgivare, förknippad med surrealismen.

## Biografi
Vilhelm Bjerke-Petersen var son till konsthistorikern, och från 1923 chefen för Den Hirschsprungske Samling, Carl V. Petersen och Anna Bjerke. Han växte upp i Birkeröd och utbildade sig på Konstakademien i Oslo 1927–29 för Axel Revold, och sedan för Paul Klee och Vasilij Kandinskij på Bauhaus i Dessau 1930–31. samt under studieresor till bland annat Norge, Sverige, Frankrike och Belgien. Han hade sin första separatutställning på Winkel og Magnussen i Köpemhamn 1930.
Han var surrealist och har, utöver konst, också sysslat med författarskap och skrivit böcker och artiklar om abstrakt konst och surrealism. Han var 1933–1934 medlem av konstnärsgruppen Linien, i vilken också Henry Heerup och Gustaf Munch-Petersen ingick.  
Hans konst består till stor del av tavlor i en abstrakt-surrealistisk stil och en mera konsekvent surrealism. Bland hans offentliga arbeten märks en väggdekoration för Kooperativa förbundet i Stockholm. Han ställde ut separat på Skånska konstmuseum i Lund 1937 och tillsammans med Esaias Thorén och en dansk konstnär i Stockholm 1947. Bjerke-Petersen var en livlig förespråkare för surrealismens konstform i hela Skandinavien och gav ut ett flertal konstteoretiska skrifter, bland annat Surrealismen 1934 och Surrealismens Billedverden 1937 samt konstnärspresentationer i den danska bokserien Unge skandinaviska Kunstnere
Som kommunist var han tvungen att fly till Sverige 1944, bland annat på grund av Førerne og idealerne från 1935, som föreställer Adolf Hitler och hans officerare som krigsoffer med amputerade lemmar. Han bosatte sig därefter i Halmstad och hade nära kontakt med Halmstadgruppen. Han var 1951–1952 och 1954 formgivare av flintgods och varor i chamotteteknik vid Rörstrands porslinsfabrik.
Petersen finns representerad vid bland annat Göteborgs konstmuseum och Nationalmuseum i Stockholm, Moderna museet, Hallands konstmuseum, Länsmuseet Gävleborg, Nasjonalmuseet for kunst, arkitektur og design och Statens museum for Kunst
Han var 1935–1953 gift med konstnären Elsa Thoresen (1909–94) och från 1953 med skådespelaren Eva-Lisa Lennartsson.
19 september 2020 – 31 januari 2021 visades en omfattande utställning med Bjerke-Petersen på Mjellby Konstmuseum i Halmstad. Utställningen är en samproduktion med Øregaard Museum i Danmark där utställningen visades under våren 2021.

## Offentliga konstverk i urval
- 18 väggmålningar i Birkerøds skola, 1930
- Mosaik och porslinsreliefer, Nolltrefem (gamla stadsbiblioteket i Halmstad)[22], 1953
- Keramik- och glasmosaiker på de södra och norra fasaderna på den 2010 rivna Halmstads Sporthall[23] omkring 1955
- 10 meter långt väggkonstverk, i konstputs och mosaik, i den tidigare bowlinghallen i källarvåningen i den 2010 rivna Halmstads Sporthall, omkring 1955